# Mosteiro

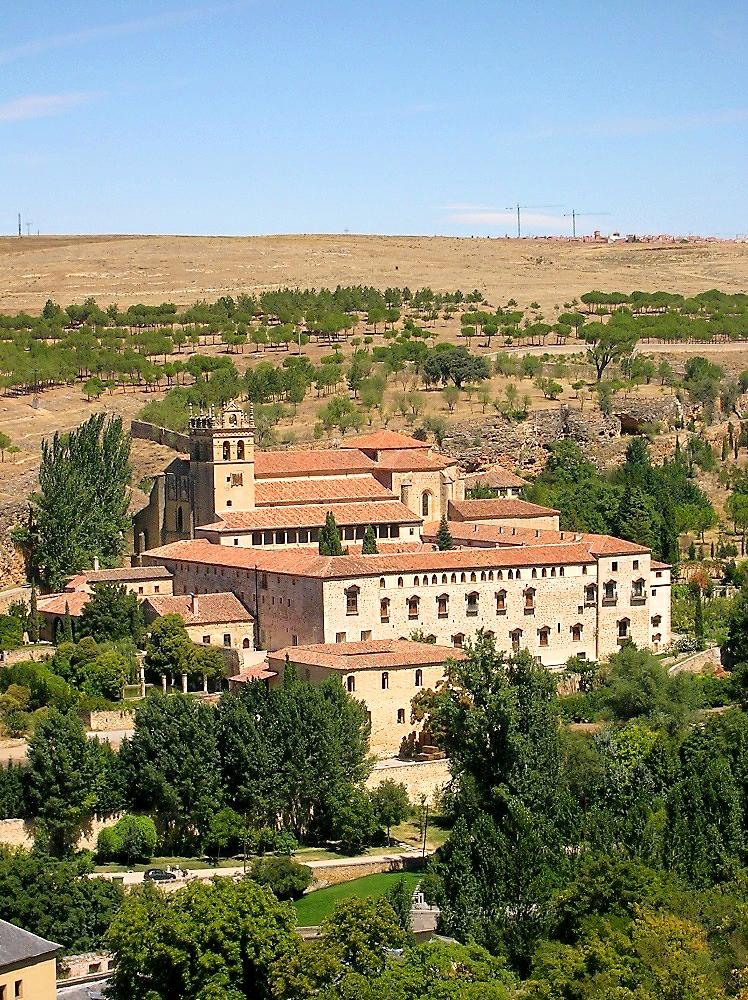
O mosteiro dos monges jerónimos de Santa Maria del Parral, em Segóvia, Espanha

Um mosteiro ou monastério (este último termo não consta de alguns dicionários) é um edifício de habitação, oração e trabalho de uma comunidade de monges e freiras e que é construído fora da malha urbana de uma cidade. Os mosteiros budistas chamam-se viara (embora no budismo tibetano possa ser usado o termo gompa). Os mosteiros cristãos ocidentais também se chamam  abadias, priorados, conventos cartuxos, conventos de frades e preceptorias, enquanto à habitação de freiras também se pode chamar convento. A vida comum de um mosteiro cristão designa-se cenobítica, ao contrário do anacorético (ou anacoreta) da vida de um anacoreta e da vida eremítica de um eremita.

## Etimologia
A palavra mosteiro ou monastério vem do grego μοναστήριον "monasterion", da raiz "monos" = sozinho (originalmente todos os monges cristãos foram eremitas), e o sufixo "-terion" = lugar para fazer algo.

## Mosteiros cristãos

### Monaquismo cristão primitivo
O monaquismo cristão começou no Egito e depois continuou na Abissínia (Etiópia). Segundo a tradição, no século III, Santo Antão do Deserto foi o primeiro cristão a adoptar este estilo de vida. Passado algum tempo, outros o seguiram. Originalmente, todos os monges cristãos foram eremitas, levando uma vida de completo afastamento da sociedade. Esses eremitas reuniam-se semanalmente para assistir à Santa Missa, onde recebiam a Comunhão, e para ouvir a Palavra de Deus proclamada nas igrejas. Numa etapa seguinte, esses homens começaram a agrupar-se em pequenos recintos (chamados celas) ao redor de uma igreja, com alguma organização central. Assim, em várias partes do deserto egípcio, surgiram as primeiras comunidades monásticas, sob a orientação de um pai espiritual.
Alguns destes primeiros monastérios ainda podem ser vistos em alguns locais, como no Egito e no Deserto de Judá, em Israel. Por lá encontram-se tanto monastérios em ruínas, como o de Faran, o primeiro monastério em Lavra, construído em 330, Theoctistus, o primeiro Cenóbito, construído em 411, e Mar Saba, construído em 483 e ainda abrigando monges.

### Monaquismo cristão no Ocidente
Uma das primeiras vezes em que o Ocidente ouviu falar da vida monástica foi através de Santo Atanásio de Alexandria, que no ano de 335 estava exilado em Treves. Pela mesma época, peregrinos ocidentais que retornavam da Terra Santa falavam do que haviam visto nos mosteiros. Bento de Núrsia, nascido por volta de 480, adaptaria ainda mais o ideal monástico ao caráter ocidental e, quando em monte Cassino escreveu a sua Regra, formulou um modo de vida monástica que mudou a face da Europa. Em todos os seus detalhes, a Regra de São Bento é marcada por um espírito de equilíbrio e de discrição que possibilitou o seguimento monástico a um número muito maior de fiéis, orientando e regulando um estilo de vida rígido, mas sem mortificações imoderadas.
O século XII na Europa foi uma época de intensa construção de igrejas e de abadias, além das grandes catedrais góticas, que são a glória da cristandade. Ao mesmo tempo em que se deu esse progresso material, deu-se na Igreja uma renovação espiritual, às vezes estabelecendo um contraponto de ideias e de costumes. Foi característica desse período histórico a fundação de novas ordens monásticas, como por exemplo a dos Cartuxos, fundados por Bruno de Colônia em 1084, e a dos Cistercienses, que, pelo trabalho árduo, transformaram os terrenos agrestes e até os pântanos onde se localizavam seus mosteiros em granjas produtivas por toda a Europa. Filhos da Abadia de Cister, fundada em 1098, os cistercienses têm Bernardo de Claraval como seu monge mais célebre.